# Église Saint-Martin de L'Éguille
L’église Saint-Martin de l'Éguille en Charente-Maritime est une église catholique située dans le diocèse de La Rochelle et Saintes. Elle fait partie du doyenné de Royan et du secteur pastoral Sainte-Marie en Saintonge. Elle est sous le vocable de saint Martin.

## Historique

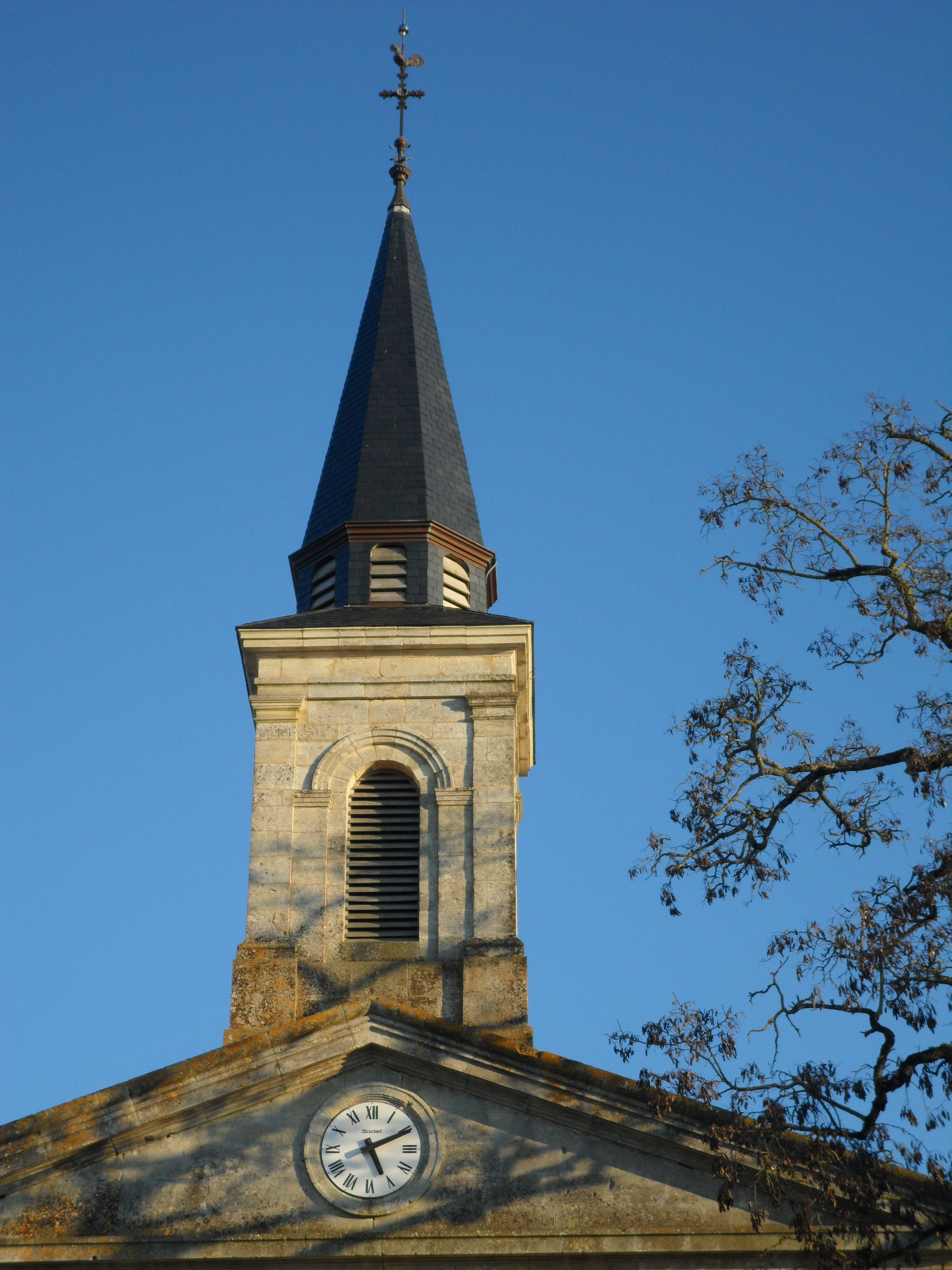
Le clocher.

Le premier édifice est détruit, car trop petit, et les travaux de l'église actuelle débutent en 1845 et elle fut bénite en 1846. Le petit clocher de l'église fut incendié par la foudre en 1892, fortement endommagé en 1945 lors des combats de la « poche de Royan » et entièrement détruit par la tempête de décembre 1999.

## Description
L'édifice est de plan simple, comprenant une nef avec voûte de plâtre, terminée par une abside semi-circulaire un peu plus étroite. Les vitraux qui éclairent l'église sont l'œuvre d'un maître-verrier auvergnat nommé Baratte. La façade est couronnée par un fronton triangulaire, où est insérée une horloge. Le clocher, surmonté d'une flèche en ardoise, surmonte l'ensemble.